# SNSにおける誹謗中傷
SNSにおける誹謗中傷（エスエヌエスにおけるひぼうちゅうしょう）では、誹謗中傷のうち、特にSNSにおける誹謗中傷について記す。

## 加害者の背景
誹謗中傷が発生する背景として、加害者の精神障害、経済的困窮が指摘されている。また、50代男性を主に、中年や高齢者が加害しているケースが多い。

### 誹謗中傷をした理由
誹謗中傷をした理由としてそのうち半分以上を占めていることが「正当な批判だと思った」である。著名人が不祥事を起こしたとき、批判のつもりが誹謗中傷になってしまっていたというケースが指摘されている。

## 加害投稿の存続
ひとたびSNSに投稿された誹謗中傷は、削除されないまま存在し続けることが多い。削除されたとする投稿は28%ほどと指摘されている。

## 誹謗中傷への便乗
社会的倫理から逸脱しているとみなされた行為に対し、大勢から非難されている状態（ネット炎上）において、非難対象に対して批判的に参加することにより、正義という名目で、誹謗中傷が連鎖的に発生すると言われている。